# بيفرلي ميتشل
بيفرلي ميتشل (بالإنجليزية: Beverley Mitchell)‏ هي عارضة ومغنية وكاتبة غنائية وكاتبة سيناريو وموسيقية ومنتجة أفلام وممثلة أمريكية، ولدت في 22 يناير 1981 بأركاديا في الولايات المتحدة. بدأت مشوارها المهني سنة 1985، ومن الجوائز التي نالتها جائزة الفنان الصغير سنة 1997 وجائزة الفنان الصغير سنة 1998 وجائزة الفنان الصغير سنة 2000.

## أعمال

### أفلام
- (2005) سو 2
- (2006) سو 3[4][5]
- (2008) سو 5

### مسلسلات
- الجنة السابعة
- الحياة السرية لمراهقة أمريكية

## جوائز
- جائزة الفنان الصغير (1997)
- جائزة الفنان الصغير (1998)
- جائزة الفنان الصغير (2000)

## وصلات خارجية
- بيفرلي ميتشل على موقع IMDb (الإنجليزية)
- بيفرلي ميتشل على موقع ميتاكريتيك (الإنجليزية)
- بيفرلي ميتشل على موقع روتن توميتوز (الإنجليزية)
- بيفرلي ميتشل على موقع ألو سيني (الفرنسية)
- بيفرلي ميتشل على موقع ميوزك برينز (الإنجليزية)
- بيفرلي ميتشل على موقع أول موفي (الإنجليزية)
- بيفرلي ميتشل على موقع قاعدة بيانات الأفلام السويدية (السويدية)
- بيفرلي ميتشل على موقع إن إن دي بي (الإنجليزية)
- بيفرلي ميتشل على موقع ديسكوغز (الإنجليزية)
- بيفرلي ميتشل على موقع قاعدة بيانات الفيلم (الإنجليزية)